# Università di Reading
L'Università di Reading (University of Reading) è un'università pubblica britannica situata nella città di Reading, fondata nel 1892 come estensione dell'Università di Oxford nel Berkshire.

## Storia
L'università ha avuto origine dalle scuole di arte e scienza stabilite a Reading nel 1860 e nel 1870. Nel 1892 l'University College di Reading fu fondato come estensione di Christ Church, uno dei college fondativi dell'Università di Oxford fondato a sua volta nel 1546 da Re Enrico VIII.
Primo Preside dell'University College di Reading fu il geografo Sir Halford John Mackinder, considerato tra i padri della geopolitica. Nel 1903 divenne Preside l'accademico William Macbride Childs, già vicepreside dell'University College di Reading dal 1900. Childs si pose fin da subito l'obiettivo di trasformare il college in un'università autonoma. A tale scopo, la nuova governance dell'università lavorò ad attirare fondi da importanti residenti locali, come i proprietari di Huntley & Palmers, nota azienda britannica di produzione dolciaria, e Harriet Loyd-Lindsay, moglie di Robert, primo barone Wantage. 
La prima domanda di concessione dell'autonomia dell'ateneo fu respinta, nel 1920, ma una seconda domanda, nel 1925, ebbe successo. In questo modo, Il 17 marzo 1926 il college ottenne la Royal Charter divenendo ateneo autonomo con il nome di Università di Reading.
L'Università è celebre per aver assegnato in Inghilterra la prima cattedra universitaria a una donna, con la nomina, nel 1908, di Edith Morley a Professoressa di Lingua Inglese.
Nel 1984 l'Università ha avviato una fusione con il Bulmershe College of Higher Education, che è stata completata nel 1989, e nel gennaio 2008, l'università ha annunciato la sua fusione con l'Henley Management College.
Da febbraio 2016 ha aperto una sede a Iskandar in Malaysia.

## Profilo accademico

### Ranking e riconoscimenti
I dipartimenti dell'Università hanno ricevuto quattro volte il " Queen's Anniversary Prizes for Higher and Further Education": nel 1998, nella categoria Scienze umane, sociali e diritto e studi shakespeariani; nel 2005, nella categoria Ambiente; nel 2008, sempre in Scienze umane, scienze sociali e diritto; e nel 2011, per tipografia e comunicazione grafica. 
L'Università è stata collocata fra le migliori 250 università del Mondo nelle classifiche Times Higher Education World University, sia del 2020 che del 2021.

### Organizzazione e offerta accademica

#### Facoltà di Lettere, Lettere e Scienze Sociali
- Scuola di Arti e Design della Comunicazione
- Istituto per l'Educazione
- Scuola di Umanistica
- Scuola di Legge
- Scuola di Lettere e Lingue
- Scuola di Politica, Economia e Relazioni Internazionali
- Studi internazionali e Istituto di lingue

#### Facoltà di scienze della vita
- Scuola di agricoltura
- Scuola di Scienze Biologiche
- Scuola di Chimica, Alimentazione e Farmacia
- Scuola di Psicologia e Scienze del Linguaggio Clinico

#### Facoltà di Scienze
- Scuola di Ingegneria e Gestione delle Costruzioni
- Scuola di Archeologia, Geografia e Scienze Ambientali
- Scuola di Scienze Matematiche, Fisiche e Computazionali

## Organi di Governo
L'università è nominalmente guidata da un cancelliere, che normalmente è un noto personaggio pubblico. La reale amministrazione dell'università è responsabilità del vice-cancelliere. l consiglio di amministrazione dell'università è diretto dal vice-cancelliere ed è responsabile della gestione quotidiana dell'Università e si riunisce ogni due settimane per la maggior parte dell'anno.
Il consiglio di amministrazione riferisce sulla propria attività al Senato dell'università, il principale organo amministrativo accademico. Il senato ha circa 100 membri e si riunisce almeno quattro volte all'anno e fornisce consulenza su aree come l'ingresso degli studenti, la valutazione e i premi.  Il Senato stabilisce gli indirizzi strategici, assicurando il rispetto dei requisiti statutari e approvando le modifiche statutarie.

## Sedi

### Campus

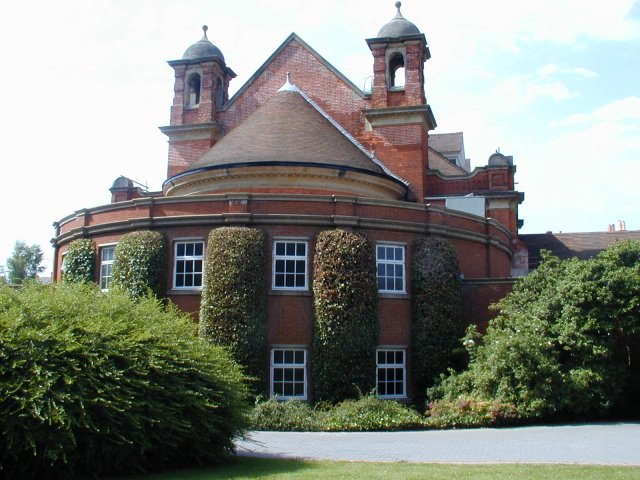
L'University Great Hall, del London Road Campus

Attualmente, l'università si estende su circa 1,6 chilometri quadrati di terreno, su quattro campus separati: 

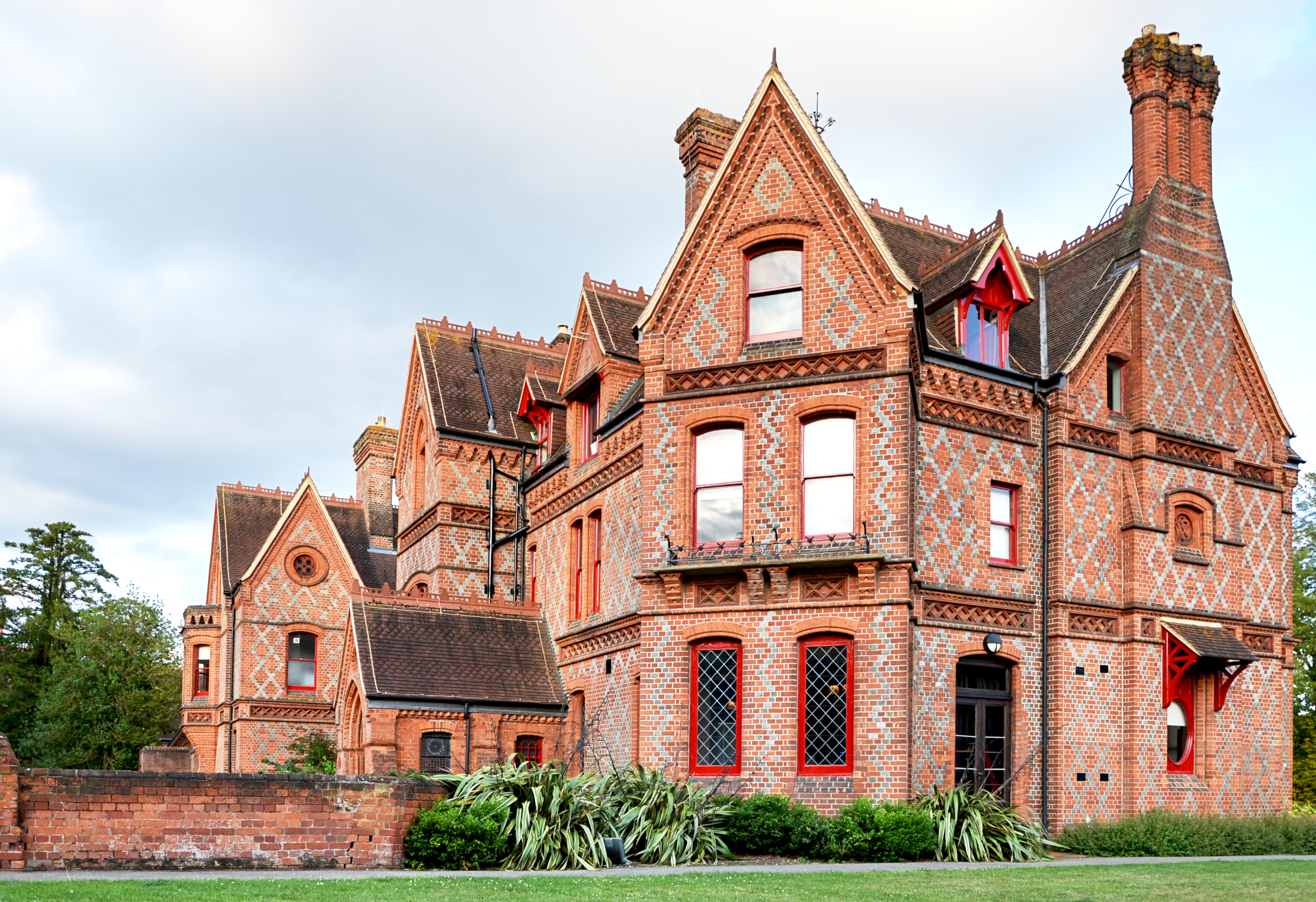
Foxhill House, campus Whiteknights, School of Law

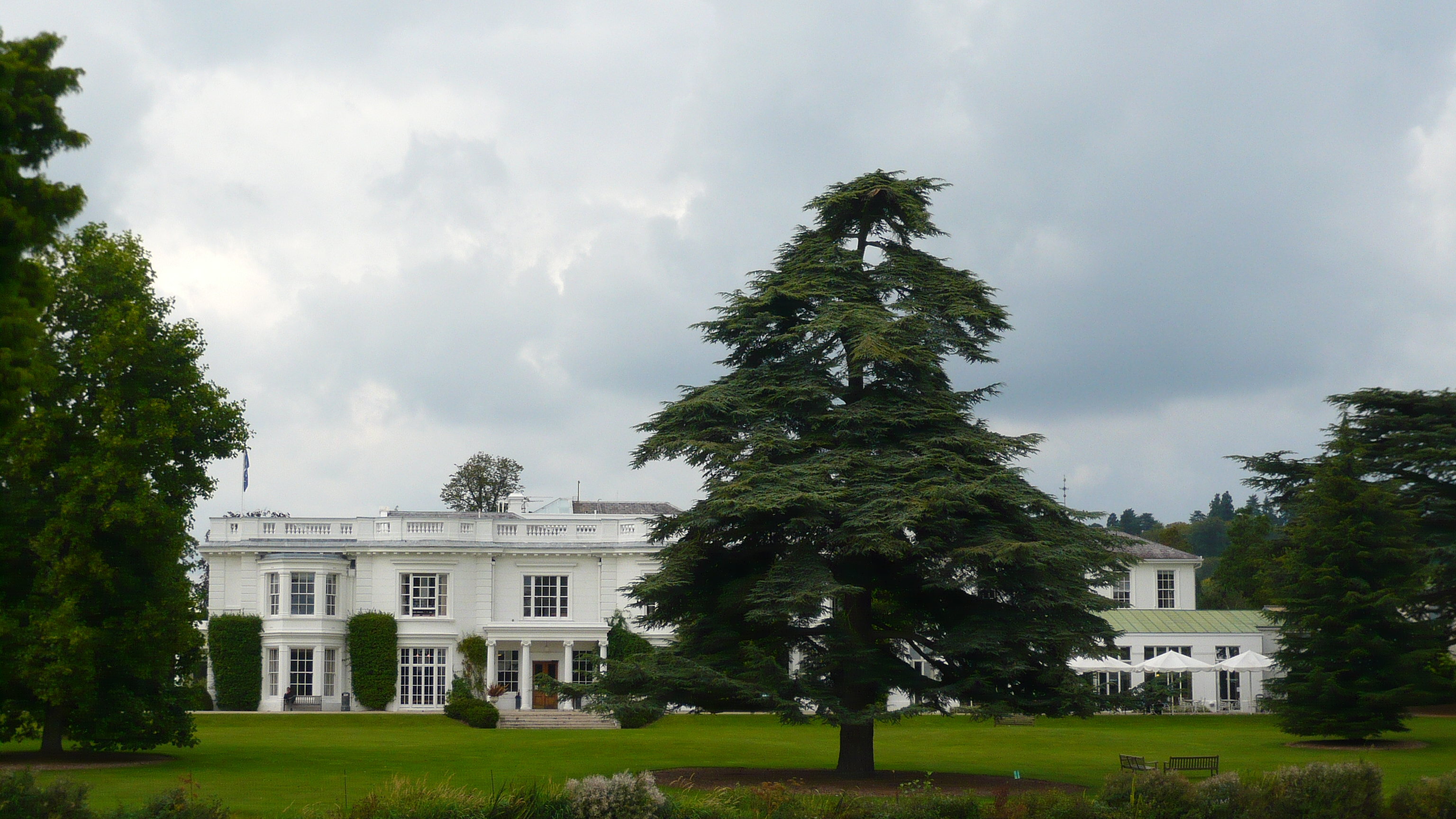
Il Greenlands Campus

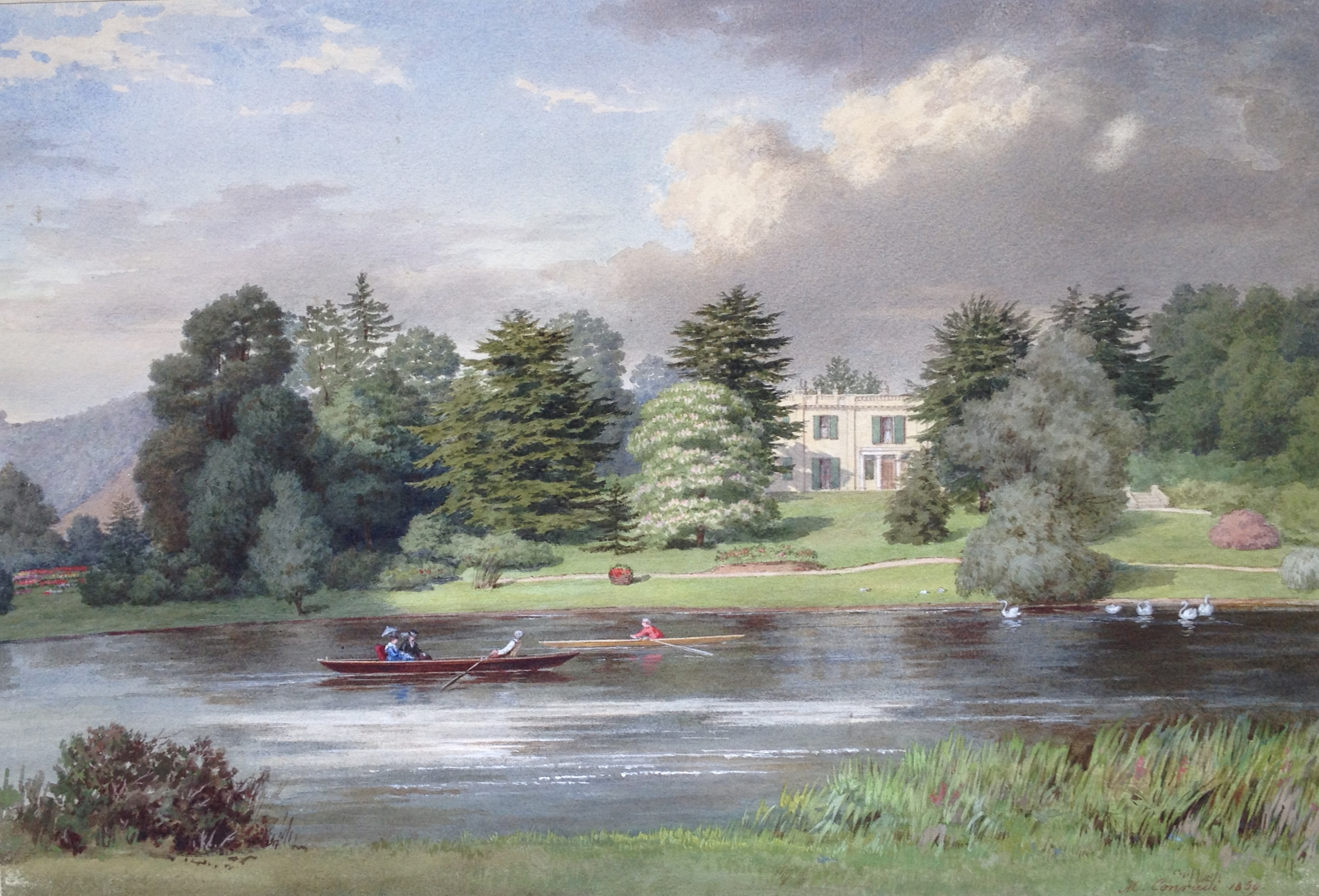
Il Greenlands Campus in un dipinto del 1869

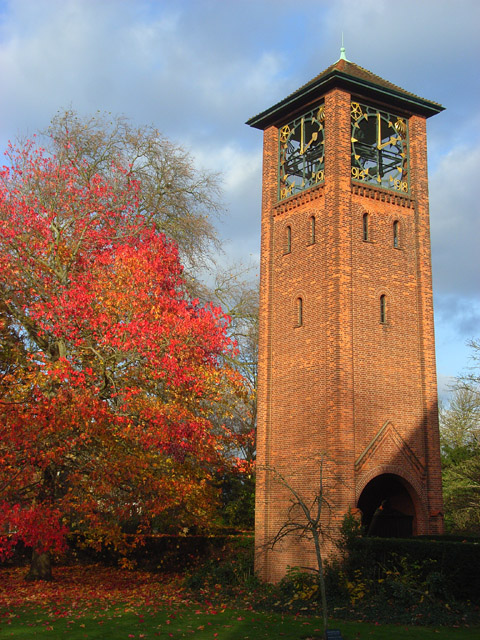
London Road Campus

- Whiteknights: acquistato nel 1947, è il campus più esteso dei quattro e ospita la maggior parte dei dipartimenti universitari e la principale biblioteca universitaria. L'inaugurazione dell'Edith Morley Building, fra i principali edifici del campus, avvenne nel 1957 alla presenza della Regina Elisabetta II e del Principe Filippo.[10]

- Bulmershe Court: era il secondo campus in termini di grandezza, poi dismesso nel 2013.[11]
- Greenlands: situato sulle sponde del fiume Tamigi nel Buckinghamshire, è sede del Henley Management College. In occasione del Giubileo di diamante di Elisabetta II, la sovrana Elisabetta II ha visitato la struttura come parte di un evento indetto in suo onore ospitato dai Lord luogotenenti del Berkshire, Buckinghamshire e dell'Oxfordshire[12].
- London Road: il campus originario dell'università, vicino al centro della città. In esso hanno luogo tutte le cerimonie di laurea presso il Great Hall.

### Musei, biblioteche e giardini botanici

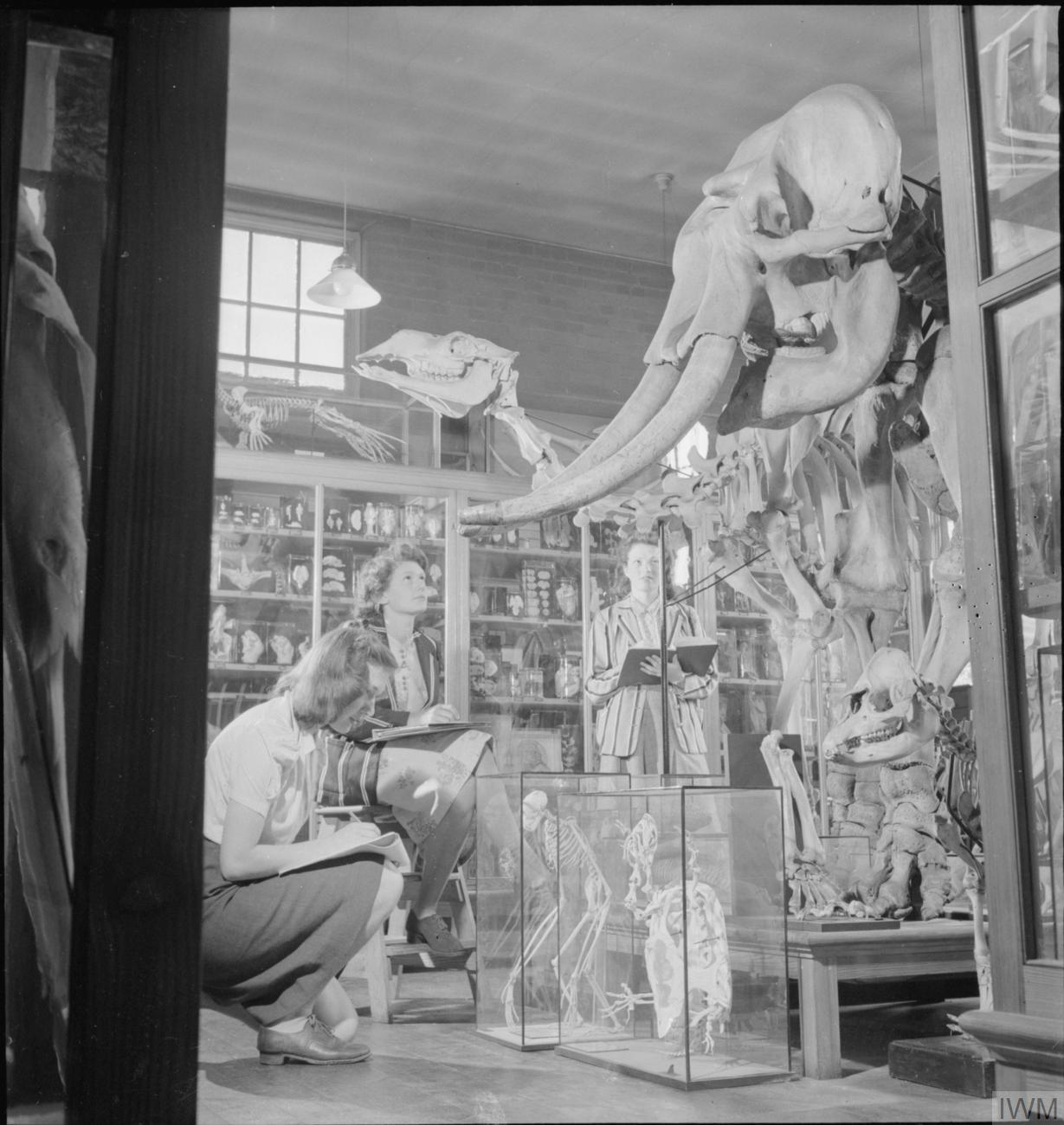
Studentesse prendono appunti al museo della Facoltà di Scienze dell'Università di Reading nel 1945

La Reading University possiede quattro musei, una biblioteca principale, una serie di biblioteche interdipartimentali e un giardino botanico, l'Harris Garden. Il più grande e noto dei musei è il Museum of English Rural Life, seguono poi l'Ure Museum of Greek Archaeology, il Cole Museum of Zoology e l'Herbarium.

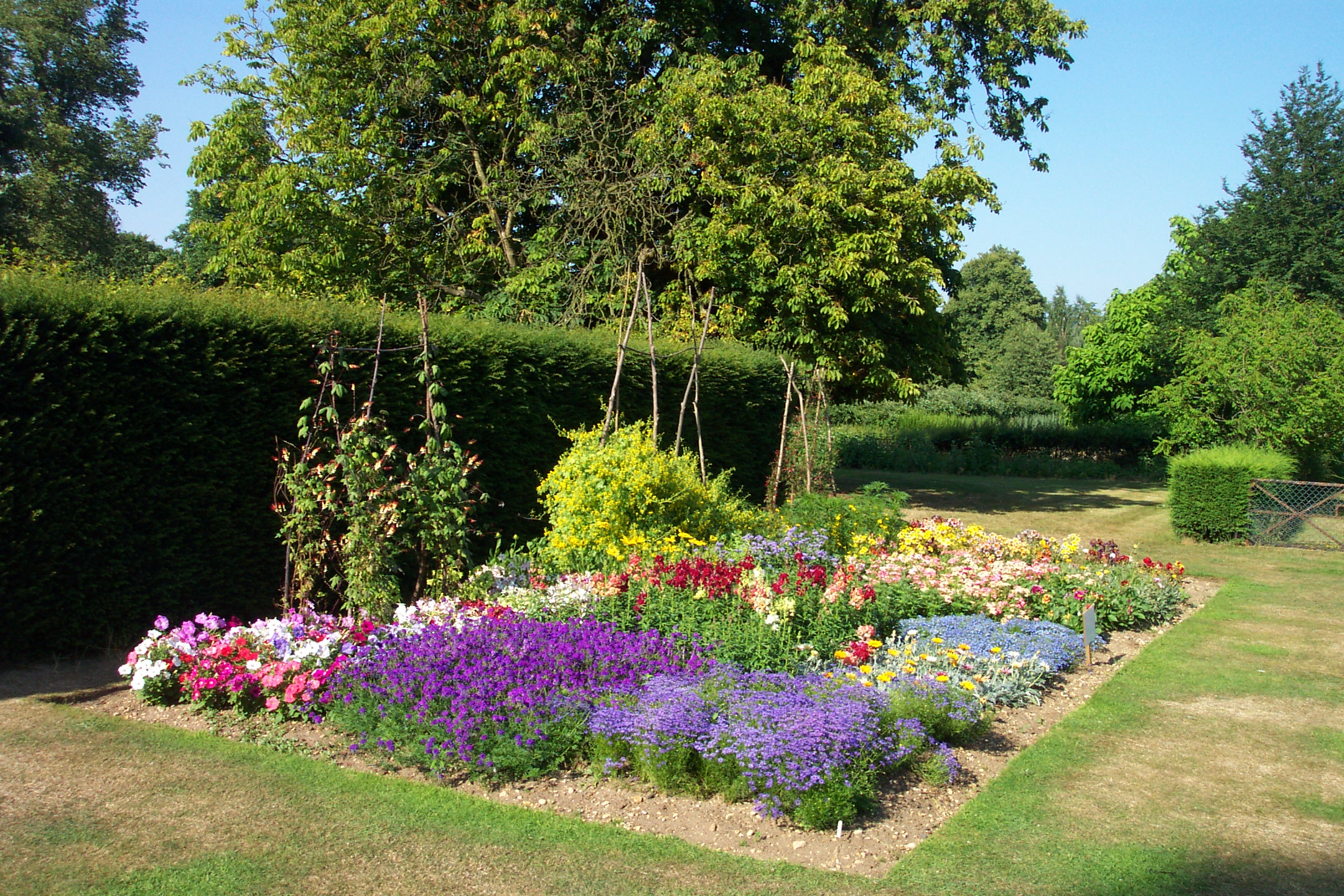
I giardini botanici dell'Università, gli Harris Garden, fioriti in Giugno

La Biblioteca universitaria di Whiteknights mette a disposizione oltre 1 milione di risorse fisiche, fra libri, pubblicazioni e riviste. 

### Residenze studentesche
La principale residenza universitaria di interesse storico è la Wantage Hall, costruita nel 1906-1908 in memoria di Robert Loyd-Lindsay, primo barone Wantage, al fine di essere un edificio residenziale per studenti. Si pensa che Wantage Hall sia la più antica residenza universitaria costruita appositamente in Inghilterra al di fuori di Oxford e Cambridge.

### Malaysia
Il campus asiatico a Iskandar, in Malaysia, è stato ufficialmente aperto nel febbraio 2016. Il progetto annunciato per la prima volta nell'ottobre 2012, rappresenta la creazione del primo campus all'estero dell'Università.